# 코리나 카사노바
코리나 카사노바(이탈리아어: Corina Casanova, 1956년 1월 4일 ~ )는 스위스의 전직 연방 총리이다. 소속 정당은 스위스 기독교민주인민당이다. 스위스 연방 대법원장, 남아프리카 공화국, 앙골라, 니카라과, 엘살바도르 주재 적십자 대표를 역임했다. 7년의 임기 끝에 2015년 12월 31일에 퇴임했다.